# Karelische Landenge

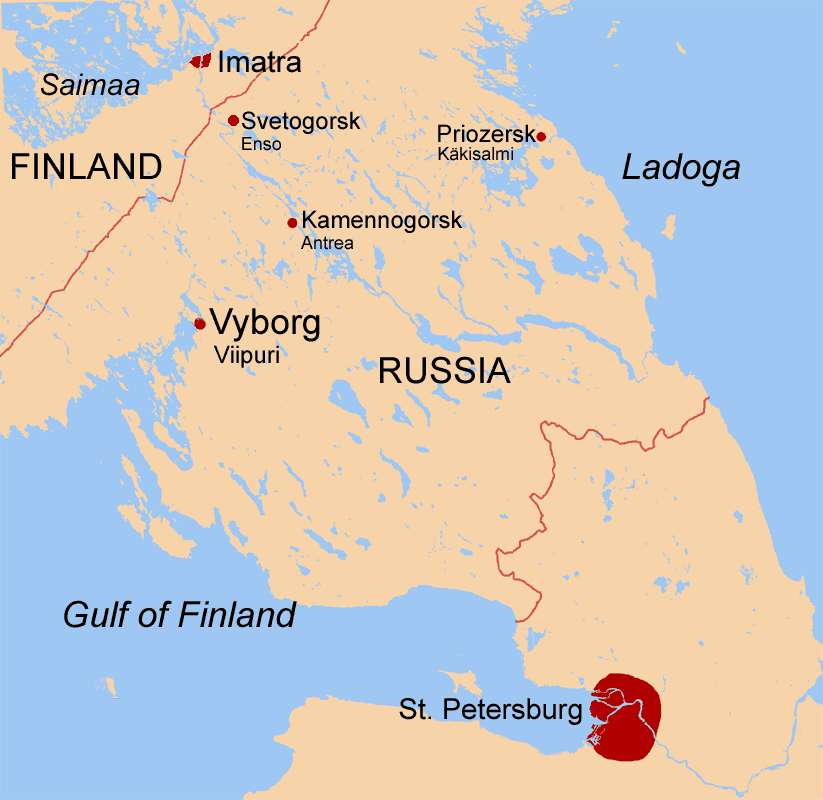
Karte der Karelischen Landenge mit Grenzen von heute (2020) im Nordwesten und 1939 im Südosten

Die Karelische Landenge (russisch Карельский перешеек Karelski pereschejek, finnisch Karjalankannas, schwedisch Karelska näset) ist ein Isthmus im Nordwesten Russlands. Der 45 bis 110 Kilometer breite Streifen Land liegt nordwestlich von Sankt Petersburg zwischen dem Finnischen Meerbusen im Südwesten und dem Ladogasee im Nordosten. Die Landenge gehört zur historischen Region Karelien sowie zu einem kleineren Teil zum Ingermanland. Das Gebiet wechselte im Laufe seiner Geschichte mehrmals zwischen Russland, Schweden und Finnland den Besitzer, heute gehört es zur russischen Oblast Leningrad.